# Balsas de Ebro viejo
Con el nombre de balsas de Ebro viejo se conocían en Zaragoza los varios depósitos naturales de agua estancada, que eran propiedad del común y se hallaban situados junto al Arrabal.
Lindaban con el camino bajo de Juslibol, arboleda de Macanaz, soto de Mezquita y campos de particulares. Se asegura que antiguamente, por dicho sitio, tenía su cauce y llevaba sus corrientes el río Ebro que le presta su nombre. Las balsas recibían el caudal de sus aguas de una acequia inmediata que trasformaba los terrenos en pantanosos o húmedos, de los que el Ayuntamiento tenía destinada una gran parte para pastos, otra para extraer barro que se empleaba en los tejares del Municipio y los restantes para lavaderos públicos de ropas.

## Urbanización de Balsas de Ebro Viejo

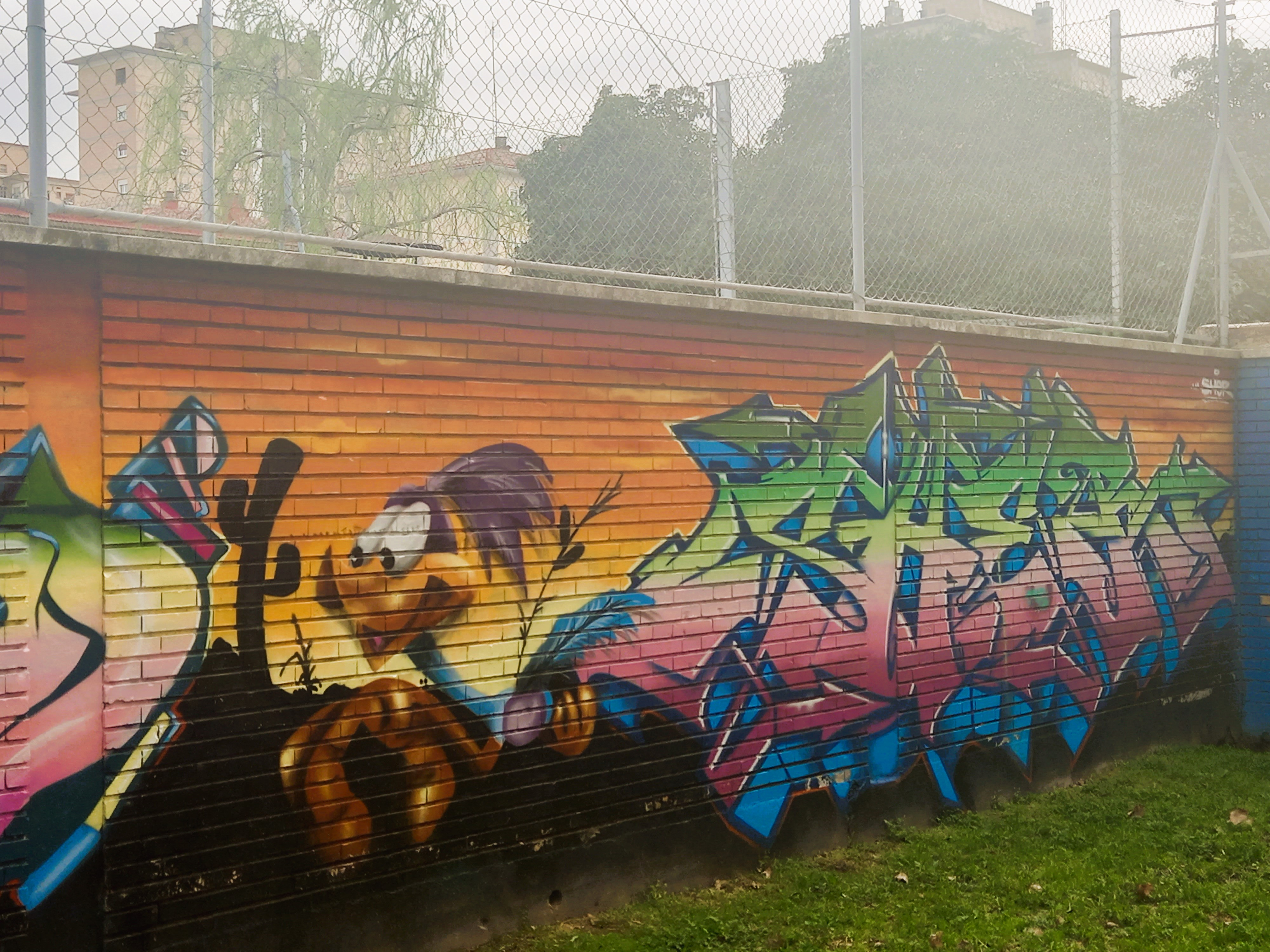

A mediados del siglo XX con la necesidad de vivienda por el aumento demográfico de la población como por las migraciones campo ciudad, se construye un barrio residencial en la zona de las Balsas de Ebro Viejo. El barrio se diseña como una comunidad que integra en su forma los aspectos funcionales físicos que favorezcan la relación y convivencia de los habitantes. Tras más de 50 años, el tejido poblacional ha cambiado, el envejecimiento social unido al envejecimiento de los edificios por falta de mantenimiento ha creado una situación de obsolescencia en el barrio.
El Ayuntamiento de Zaragoza mediante la Sociedad Municipal de Rehabilitación Urbana de Zaragoza acometió la rehabilitación de los barrios en situación de obsolescencia. Las propuestas de rehabilitación urbana de la Sociedad están encaminadas a la revitalización social y económica de barrios estancados o degradados. Destacar entre todas las actuaciones de mejora de barrios llevadas a cabo en Zaragoza las realizadas en los barrios del Picarral y de Balsas de Ebro Viejo.
Vecinos del barrio que llegaron en 1968 a vivir a Balsas de Ebro Viejo, en febrero de 2020 desean continuar viviendo aquí y necesitan reformar sus viviendas. La falta de ascensores hace que muchos vecinos se mudaran a otros edificios que les facilite el acceso a su vivienda cuando envejecen. La obsolescencia funcional de las viviendas acrecentaba el deterioro del barrio desde finales del siglo XX. El barrio comenzó entonces con un proceso de rehabilitación y regeneración urbana para acondicionar sus viviendas a nuevos estándar de habitabilidad (arquitectura) y accesibilidad. El proceso continua, así en una reunión de febrero de 2020 los arquitectos Gerardo Molpeceres y Cristina Cabello expusieron los proyectos de rehabilitación realizados y los vecinos de varias comunidades del barrio reivindicaron las necesidades de adecuación que todavía les faltan, como la instalación de ascensores en algunos de los edificios.

## Reconocimientos
- La rehabilitación del edificio en Balsas de Ebro Viejo, de la arquitecta Cristina Cabello, fue premiada como Mejor iniciativa de edificación sostenible en Aragón en la I Gala Aragonesa de la Edificación celebrada en febrero de 2019. Además la rehabilitación del edificio, situado en la calle Peña Oroel número 2, fue nominada al premio de Mejor iniciativa de rehabilitación edificatoria en Aragón, y al de Mejor proyecto de innovación aplicado a edificación por el comportamiento de la lana de roca en las rehabilitaciones energéticas de las viviendas.[8]